# تل الأعور
تل الأعور هي إحدى القرى المحتلة والمدمرة التابعة لمركز البطيحة التابع لمحافظة القنيطرة في هضبة الجولان بجنوب غرب سوريا.